# 藤原文範
藤原 文範（ふじわら の ふみのり）は、平安時代中期の公卿。藤原北家、参議・藤原元名の次男。官位は従二位・中納言。

## 経歴
朱雀朝の天慶3年（940年）文章生に補せられると、翌天慶4年（941年）少内記兼六位蔵人に任官。式部丞を経て、天慶8年（945年）従五位下・摂津守に叙任された。またこの間、天慶6年（943年）に藤原敦忠が没するまで、敦忠の家令も勤めている。
村上朝に入ると、天暦4年（950年）従五位上・右衛門権佐として京官に復す。天暦6年（952年）左少弁に任ぜられると、天暦8年（954年）右中弁、天暦9年（955年）正五位下・左中弁、天暦11年（957年）従四位下、応和元年（961年）従四位上と弁官を務めながら順調に昇進していく。村上朝末の康保3年（966年）蔵人頭兼右大弁に任ぜられると、翌康保4年（967年）参議に任ぜられ公卿に列した。
議政官として左右大弁を兼帯し、安和2年（969年）円融天皇の即位に伴って正四位下に叙せられた。また、安和3年（970年）には民部卿を兼帯し、これを卒去まで約30年近くに亘って務めている。天禄2年（971年）上﨟の参議5名（源重信・源重光・藤原兼通・藤原済時・藤原斉敏）を超えて従三位・権中納言に昇任され、約20年近くに亘る弁官の職を離れた。また同年には真覚を開山として大雲寺を創建している。その後も天禄3年（972年）中納言、貞元2年（977年）正三位と昇進を続けた。
花山朝では昇進はなかったが、一条朝の寛和2年（987年）に漸く従二位に昇った。永延2年（988年）に次男の為雅を備中守に任官させる代わりに、自身は中納言を辞任。
平安京郊外の北山の小野郷で荏苒と晩年を過ごし、長徳2年（996年）3月28日に薨去した。享年88。

## 逸話
天慶6年（943年）3月の藤原敦忠の死まで、文範は敦忠の家令を勤めていた。生前の敦忠は北の方（藤原玄上の娘）を非常に愛していたが、ある時北の方に対して、自らが短命でまもなく死ぬであろう事、死後には北の方が敦忠の家令であった文範と夫婦になるであろう事を予言し、敦忠死後にその通りになったという。

## 官歴
『公卿補任』による。
- 天慶3年（940年） 6月：昇殿。7月5日：文章生
- 天慶4年（941年） 3月28日：少内記（殿上労、文章生）。4月12日：六位蔵人
- 天慶6年（943年） 2月27日：式部少丞
- 天慶7年（944年） 3月29日：式部大丞
- 天慶8年（945年） 正月7日：従五位下。3月28日：摂津守
- 天暦4年（950年） 正月7日：従五位上。7月5日：右衛門権佐。7月22日：検非違使宣旨
- 天暦6年（952年） 正月11日：左少弁
- 天暦8年（954年） 3月14日：右中弁
- 天暦9年（955年） 2月17日：左中弁。11月22日：正五位下（朔旦）
- 天暦10年（956年） 2月7日：昇殿
- 天暦11年（957年） 正月7日：従四位下。2月22日：昇殿
- 天徳2年（958年） 閏7月28日：兼内蔵頭
- 天徳4年（960年） 正月24日：兼美作権守
- 応和元年（961年） 12月2日：従四位上（造宮行事）
- 康保3年（966年） 9月17日：右大弁（内蔵頭如元）。11月9日：蔵人頭
- 康保4年（967年） 正月20日：参議。10月8日：兼大蔵卿
- 康保5年（968年） 正月13日：備後権守。2月5日：左大弁
- 安和2年（969年） 9月23日：正四位下（御即位日）
- 安和3年（970年） 正月28日：兼民部卿
- 天禄2年（971年） 12月15日：従三位、権中納言
- 天禄3年（972年） 正月24日：中納言
- 貞元2年（977年） 8月2日：正三位（造宮別当賞）
- 寛和2年（987年） 7月26日：従二位（臨時）
- 永延2年（988年） 正月5日：辞中納言、卿如元（次男為雅申任備中守）。
- 長徳2年（996年） 3月28日：薨去

## 系譜
- 父：藤原元名
- 母：藤原扶幹の娘
- 妻：藤原正茂の娘
  - 次男：藤原為雅（?-1002頃）
  - 男子：藤原為信
- 妻：北の方（藤原玄上の娘。保明親王御息所、のち藤原敦忠妻。敦忠死後に文範妻）
- 生母不明の子女
  - 男子：如親
  - 男子：明肇（946-1014）
  - 男子：文円
- 養子女
  - 養子：藤原典雅 - 実は證覚の子
  - 養子：藤原知光 - 実は藤原為昭の子
  - 養子：藤原邦明 - 実は藤原佐理の子
  - 養子：藤原理方 - 実は藤原為信の子